# Tetrastemma omicron
Tetrastemma omicron är en djurart som tillhör fylumet slemmaskar, och som beskrevs av Louis Joubin 1902. Tetrastemma omicron ingår i släktet Tetrastemma och familjen Tetrastemmatidae. Inga underarter finns listade i Catalogue of Life.